# Lennart Hellspong
Lennart Hellspong, född 22 november 1942, är professor emeritus i retorik vid Södertörns högskola där han var ämnesansvarig i svenska från 1996. Hellspongs arbete räknas till de viktigaste bidragen till att retorik som undervisningsämne kommit in som ett eget ämne på högskolenivå i Sverige.

## Karriär
Hellspong började sin akademiska karriär på Stockholms universitet. Efter att ha disputerat i nordiska språk började han undervisa i svenska. Snart blev han ombedd att ta över en tidigare kurs i muntlig framställning av sin studierektor Lars Melin. Dessutom ombads Hellspong omforma kursen enligt mönster av Peter Cassiers retorikundervisning vid Göteborgs universitet. I intervju med Moa Lindquist förklarar Hellspong att det fanns ett behov av praktisk inriktning i universitetets språkundervisning. På det sättet, enligt Hellspong, förvandlades kursen i muntlig framställning till en kurs i retorik.
När Södertörns högskola så småningom grundades fick Hellspong en professur i svenska där. Tillsammans med kollegan Maria Wolrath Söderberg lyckades de få in retorik som en del i svenskundervisningen. Därefter växte retoriken från en 10-poängskurs, till 20 poäng, till 40 poäng, och slutligen hamnade retoriken på avancerad nivå. När Brigitte Mral 2002 blev professor i retorik vid Örebros universitet, inledde Hellspong och Wolrath Söderberg så småningom ett samarbete med henne, vilket ledde till att retoriken på både lärosätena så småningom kunde bli självständiga ämnen.
Hellspong gav 1992 ut Konsten att tala – handbok i praktisk retorik på Studentlitteratur, förlagets första helgjutna retoriklärobok. I boken återger Hellspong både den klassiska retorikens lärdomar, och vidareutvecklar retoriken som vetenskap då han även introducerar dialogens retorik. Konsten att tala blev en av de mest lästa retorikböckerna på svenska retorikutbildningar och ses som den främsta boken på det svenska språkområdet under dess första 20 år.
Lennart Hellspong har haft ett stort inflytande på flera akademiker inom retorikämnet i Sverige, och hjälpt dem i deras utveckling. Till exempel har han varit handledare åt docent Maria Wolrath Söderberg under hennes forskarutbildning. Han var även biträdande handledare till Anders Sigrell, professor i retorik vid Lunds universitet.
Inför Hellspongs 80-årsdag gick 16 akademiker samman för att skriva en festskrift till hans ära. Resultatet var boken Är man två har man alltid en publik som gavs ut av Lunds universitet 2022.